# 대전교육정보원
대전교육정보원(大田敎育情報院)은 지방교육자치에 관한 법률 제32조에 따라 체계적이고 질 높은 교육정보 및 자료를 제공하며, 교직원의 교육정보화 능력을 배양하기 위하여 대전광역시교육청 산하에 설치된 소속기관이다.